# Tschammerpokal 1940
In 1940 vond de zesde editie van de Tschammerpokal plaats, de voorloper van de huidige DFB-Pokal.
Ondanks het uitbreken van de Tweede Wereldoorlog werd de beker op normale wijze gespeeld. Er was geen noemenswaardige achteruitgang van het aantal deelnemers. Enkel in gebieden die in de frontlinie lagen waren er organisatorische problemen. Bij een gelijkspel na verlengingen werd een replay gespeeld.
Dresdner SC won de finale van titelverdediger 1. FC Nürnberg

## Eindronde

### Eerste ronde
De eerste ronde werd gespeeld van 20 augustus tot 5 november 1939.
| Thuisploeg                 | Uitploeg                     | Uitslag  |
| -------------------------- | ---------------------------- | -------- |
| FC Bayern München          | Wiener Sport-Club            | 0:1      |
| 1. SV Jena                 | TuRa Leipzig                 | 0:1      |
| VfB Königsberg             | SC Preußen Danzig            | 3:2 n.V. |
| BuEV Danzig                | LSV Stettin                  | 6:2      |
| Blau-Weiß 90 Berlin        | Werder Bremen                | 1:2      |
| Hallescher FV Sportfreunde | FC Schalke 04                | 0:7      |
| SV 08 Steinach             | CSC 03 Kassel                | 4:2      |
| SV Dessau 05               | Kickers Offenbach            | 2:2 n.V. |
| Eimsbütteler TV            | Spandauer SV                 | 0:3      |
| Blumenthaler SV            | Hamburger SV                 | 3:1      |
| SV Linden 07               | SC Union 06 Oberschöneweide  | 2:3      |
| SV 07 Hildesheim           | Barmbeker SG                 | 2:3 n.V. |
| VfL Osnabrück              | BSG Gelsenguß Gelsenkirchen  | 2:5      |
| TuS Neheim                 | SG Eschweiler                | 2:3      |
| BSG Edelstahlwerke Krefeld | Rot-Weiss Essen              | 3:4      |
| TuS Germania Mudersbach    | Schwarz-Weiß Essen           | 1:8      |
| TuS Neuendorf              | VfR Mannheim                 | 1:2      |
| BC Sport Kassel            | TuS 48/99 Duisburg           | 4:5      |
| Eintracht Frankfurt        | SC Westfalia 04 Herne        | 3:2      |
| 1. FC Kaiserslautern       | Fortuna Düsseldorf           | 2:3      |
| SV Waldhof Mannheim        | Reichsbahn TuSV Frankfurt    | 2:3 n.V. |
| Karlsruher FC Phönix       | FSV Frankfurt                | 4:2      |
| SpVgg Cannstatt            | SC Wacker Wien               | 0:7      |
| VfR 07 Schweinfurt         | Mülheimer SV 06              | 2:1 n.V. |
| SK Sturm Graz              | 1. FC Nürnberg               | 1:6      |
| NSTG Vitkovice             | SC Hertha Breslau            | 6:0      |
| VfL Stettin                | PSV Chemnitz                 | 3:2      |
| Planitzer SC               | Vorwärts-Rasensport Gleiwitz | 3:1      |
| VfB Waldshut               | Stuttgarter Kickers          | 0:8      |
| NSTG Graslitz              | Dresdner SC                  | 0:4      |
| BSG Neumeyer Nürnberg      | SK Rapid Wien                | 1:2 n.V. |
| Replay (25 augustus 1940): |                              |          |
| Kickers Offenbach          | SV Dessau 05                 | 4:0      |

### Tweede ronde
De tweede ronde werd gespeeld van 1 tot 15 september 1940.
| Thuisploeg                  | Uitploeg                    | Uitslag  |
| --------------------------- | --------------------------- | -------- |
| Spandauer SV                | VfB Königsberg              | 3:5      |
| SC Union Oberschöneweide    | SV 08 Steinach              | 5:1      |
| VfL Stettin                 | BuEV Danzig                 | 0:0 n.V. |
| TuRa Leipzig                | SpVgg Fürth                 | 1:2      |
| Dresdner SC                 | Blumenthaler SV             | 5:0      |
| Barmbeker SG                | Schwarz-Weiß Essen          | 3:10     |
| FC Schalke 04               | SV Werder Bremen            | 5:0      |
| Rot-Weiss Essen             | Eintracht Frankfurt         | 0:2      |
| Fortuna Düsseldorf          | VfR Mannheim                | 2:0      |
| SG Eschweiler               | TuS 48/99 Duisburg          | 3:1      |
| Reichsbahn TuSV Frankfurt   | Phönix Karlsruhe            | 1:0      |
| Stuttgarter Kickers         | BSG Gelsenguß Gelsenkirchen | 9:2      |
| 1. FC Nürnberg              | Kickers Offenbach           | 3:2      |
| Wacker Wien                 | Planitzer SC                | 6:2      |
| Wiener Sport-Club           | NSTG Vitkovice              | 9:1      |
| Rapid Wien                  | VfR Schweinfurt 07          | 7:1      |
| Replay (15 september 1940): |                             |          |
| BuEV Danzig                 | VfL Stettin                 | 2:1      |

### 1/8ste finale
De 1/8ste finale werd gespeeld op 29 september 1940.
| Thuisploeg               | Uitploeg                  | Uitslag |
| ------------------------ | ------------------------- | ------- |
| SC Union Oberschöneweide | 1. FC Nürnberg            | 0:1     |
| Stuttgarter Kickers      | Rapid Wien                | 1:5     |
| Schwarz-Weiß Essen       | SG Eschweiler             | 5:2     |
| Dresdner SC              | Reichsbahn TuSV Frankfurt | 6:0     |
| SpVgg Fürth              | FC Schalke 04             | 2:1     |
| Eintracht Frankfurt      | Fortuna Düsseldorf        | 2:3     |
| Wacker Wien              | Wiener Sport-Club         | 5:6     |
| VfB Königsberg           | BuEV Danzig               | 5:1     |

### Kwartfinale
De kwartfinale werd gespeeld op 20 oktober 1940.
| Thuisploeg         | Uitploeg           | Uitslag |
| ------------------ | ------------------ | ------- |
| 1. FC Nürnberg     | Schwarz-Weiß Essen | 2:1     |
| Fortuna Düsseldorf | Wiener Sport-Club  | 2:1     |
| Rapid Wien         | SpVgg Fürth        | 6:1     |
| VfB Königsberg     | Dresdner SC        | 0:8     |

### Halve finale
De halve finale werd gespeeld op 10 november 1940
| Thuisploeg         | Uitploeg       | Uitslag |
| ------------------ | -------------- | ------- |
| Dresdner SC        | Rapid Wien     | 3:0     |
| Fortuna Düsseldorf | 1. FC Nürnberg | 0:1     |

### Finale
De wedstrijd werd op 1 december 1940 voor 60.000 toeschouwers gespeeld.
| Thuisploeg  |   | Uitploeg       | Uitslag        | Stad, Stadion           |
| ----------- | - | -------------- | -------------- | ----------------------- |
| Dresdner SC | – | 1. FC Nürnberg | 2:1 n.v. (1:1) | Berlijn, Olympiastadion |

Tschammerpokal:
1935 · 
1936 · 
1937 · 
1938 · 
1939 ·
1940 · 
1941 · 
1942 · 
1943 

DFB-Pokal:
1952/53 · 
1953/54 · 
1954/55 · 
1955/56 · 
1956/57 · 
1957/58 · 
1958/59 · 
1959/60 · 
1960/61 · 
1961/62 · 
1962/63 · 
1963/64 · 
1964/65 · 
1965/66 · 
1966/67 · 
1967/68 · 
1968/69 · 
1969/70 · 
1970/71 · 
1971/72 · 
1972/73 · 
1973/74 · 
1974/75 · 
1975/76 · 
1976/77 · 
1977/78 · 
1978/79 · 
1979/80 · 
1980/81 · 
1981/82 · 
1982/83 · 
1983/84 · 
1984/85 · 
1985/86 · 
1986/87 · 
1987/88 · 
1988/89 · 
1989/90 · 
1990/91 · 
1991/92 · 
1992/93 ·
1993/94 · 
1994/95 · 
1995/96 · 
1996/97 · 
1997/98 · 
1998/99 · 
1999/00 · 
2000/01 · 
2001/02 ·
2002/03 · 
2003/04 ·
2004/05 · 
2005/06 ·
2006/07 · 
2007/08 ·
2008/09 ·
2009/10 · 
2010/11 ·
2011/12 ·
2012/13 ·
2013/14 ·
2014/15 ·
2015/16 ·
2016/17 ·
2017/18 ·
2018/19 ·
2019/20 ·
2020/21 .
2021/22 ·
2022/23 ·
2023/24 .
2024/25